# Хранислав Јоксимовић
Хранислав Јоксимовић (Бачина, 30. јануар 1878 - Београд, 1963) српски лекар, организатор Друштва за чување народног здравља, школа за нудиље и домаћице, одбора Црвеног крста; писао је популарне чланке о здрављу, учесник је балканских и Великог рата...

## Биографија
Хранислав Јоксимовић рођен је 30. јануара 1878. у селу Бачина срез темнићки - данас општина Варварин – Расински округ. где су се са Косова, доселили крајем 18. века. Отац Милић, земљорадник, занатлија и трговац, мајка Богдана, домаћица, изродили су дванаесторо деце. Преминуо је у Београду 1963. године.

## Школовање
Основну школу завршио је у месту рођења. Гимназију у Параћину и Пироту, а завршио у Крушевцу. Увек је био одличан ученик и први у класи. По завршетку гимназије 1897. Моравски округ је додељивао једну стипендију за студије медицине у Бечу. Најбољи међу учесницима на конкурсу, Хранислав Јоксимовић, је добио стипендију. Септембра 1897. је уписао први семестар на Медицинском факултету у Бечу. Дипломирао је 12. маја (по новом календару) 1903.

Усавршавао је знања од јуна 1908. у Берлину, 1910. Бечу, 1911. Дрездену, 1914. поново у Бечу, 1918. у Солуну на четворомесечном бактериолошком курсу, којим је руководио доцент и велики пријатељ српског народа др Лудвиг Хиршфелд, 1926. је као делегат Краљевине Југославије у Белгији ради упознавања здравствених организација и здравствених државних установа и државног санитетског уређења, 1930. године је представљао нашу државу у Милану на Санитетско техничкој светској изложби.

## Кретање у служби
1904. године постављен је за среског лекара среза темнићког у Варварину, 1911. среза подунавског у Смедереву. Августа 1911. упућен је у Рашку ради сузбијања колере. 1914. постављен је за физикуса болнице у Врању. 1920. године постављен је за физикуса округа Београдског. 1921. постављен је за инспектора Министарства здравља у Београду.1922. године је именован за санитетског инспектора београдске санитетске области. 1926. је по сопственој жељи пензионисан и престао да ради у приватној пракси. 1929. је, такође по сопственој молби, постављен за шефа санитетског одељења града Скопља. У Другом светском рату је обављао лекарску службу при комесаријату за избеглице, а по његовом укидању до 1955. је радио као хонорарни лекар при Заводу за статистику и евиденцију Републике Србије.

## Учешће у Балканским и Првом светском рату
1912. године је мобилисан као лекар Дивизиона коњичке артиљерије у чину капетана II класе. 1913. прележао је колеру. У Првом светском рату поново је мобилисан у Дивизиону коњичке артиљерије. 1915. је унапређен у резервног мајора коњичког дивизиона. Од 1919. године је упућен на редовну лекарску праксу. Врло је активан и у предавањима у Српском лекарском друштву.

## Први светски рат
Потресни извештаји Арчибалда Рајса о стравичним злочинима аустроугарских војника над цивилима у Мачви 1914. године, а потом и вести о епидемији пегавог тифуса у Србији, "пресудили" су да се почетком 1915. године доктор Лудвиг Хиршфелд професор Циришког универзитета нађе у Ваљево, у "српској долини
смрти". И, заиста, све што је знао о сузбијању пегавог тифуса, овај цењени лекар - тада у свету назван "оцем номенклатуре крвних група" и први који је открио да се крвне групе наслеђују - применио је у Ваљеву. После сузбијања епидемије, Хиршфелд је добио задатак да организује бактериолошку службу за целу војску - прича др Зоран Вацић из Секције за историју медицине Српског лекарског друштва. У мају 1917. године у Солуну је отворена "Српска болница престолонаследника Александра" у којој су др Хиршфелд и пуковник др Јордан Стајић, начелник санитета, образовали српске бактериолошке кадрове. Међу њима су били, касније "цвет" српских лекара и академика: Стеван З. Иванић, Коста Тодоровић, Хранислав Јоксимовић, Милутин Ранковић и Николај Косович. Курс је трајао пет месеци.
По повратку у Србију, Хиршфелдови, па тако и Хранислав Јоксимовић, су постали чланови Српског лекарског друштва...

## Чување традиције српске медицине
У холу ОБ „Стефан Високи“ налази се изложба под именом „Из ризнице медицинске прошлости“ – од среског физикуса до среске болнице и обухвата период од 1863. до 1923. године. На изложби, која сведочи о развоју здравства Паланке, значајно место заузимају српски лекари:
Коста Динић, Никола Велимировић, Ђока Петровић, Светислав Андрејевић, Милан Р. Дамјановић, Драгутин С. Вељковић, Владимир Поповић, Драгутин Радишић, Ставра Атанасијевић, Хранислав Јоксимовић, Милутин Н. Дамјановић, Велимир Пазарац и Миливоје Васић, за које се поуздано зна, захваљујући архивској документацији, да су они, свако на свој начин, обележили један дио историје и дали свој допринос у развоју српског здравства.